# Nyaung-U
Nyaung-U – miasto w Mjanmie, w prowincji Mandalaj. Według danych na rok 2014 liczyło 48 528 mieszkańców.